# Agència Ferroviària Europea
L'Agència Ferroviària Europea (ERA) és una agència de la Unió Europea (UE) que vetlla per la seguretat i la interoperabilitat ferroviària entre els Estats membres de la Unió.

## Història
Fou creada el 29 d'abril de 2004 a instàncies del Parlament Europeu i el Consell de la Unió Europea. Té la seu repartida entre les ciutats de Valenciennes, en la qual hi té la seu administrativa, i Lilla, on realitza les trobades interestatals i conferències internacionals.

## Funcions
Aquest organisme té la funció d'unificar els principals reglaments tècnics i les normes nacionals de seguretat en el món ferroviari, molt sovint incompatibles entre si, i establir progressivament els objectius de seguretat comunes a tots els ferrocarrils a la Unió Europea. Així doncs, té com a objectiu crear un mercat veritablement integrat del tren, i poder competir amb altres mitjans de transport, al mateix temps que manté el seu alt nivell de seguretat.
El seu pressupost és de 14,5 milions d'euros per any.
El consell d'administració, dirigit actualment pel belga Marcel Verslype, està format per un representant de cada estat membre de la Unió Europea, quatre representants de la Comissió Europea i sis representants del sector ferroviari, aquests però sense dret a vot.